# Complex
Complex — молодёжное социальное медиа, освещающее последние тенденции в области стиля, арт-графики, кроссовок, а также публикующее различные спортивные события, события в области поп и хип-хоп музыки. С 2021 года принадлежит компании BuzzFeed.

## История
Complex начал своё существование в 2002 году как журнал для молодёжи, освещающий новые явления в области хип-хопа, моды и поп культуры. Создателем журнала выступал бренд моды Ecko Unltd., который принадлежит модельеру, предпринимателю, инвестору, артисту и филантропу из Нью-Джерси Марку Эко. Имя Complex появилось в связи с раскруткой сайта «Ecko.complex».
В 2005 году в журнал пришёл Ноуа Каллахар-Бевер — экс-главный редактор журнала Vibe. В Complex он занял должность главного редактора, а годом позже стал ответственным за медиа-контент. Когда в 2006 журнал начал приносить прибыль, Complex приступил к расширению своего присутствия в Интернете. В апреле 2007 была запущена медиа сеть с четырьмя сайтами: NahRight, Nice Kicks, SlamxHype и MoeJackson.

### Complex
Для того, чтобы окончательно взять курс в сторону цифрового формата, в сентябре 2007 Complex запустил Complex Media. В 2010 прибыль от рекламы выросла на 154 %. По данным аналитической компании comScore, в марте 2012 журнал посетило около двенадцати миллионов уникальных посетителей, что стимулировало такие бренды как Coors, AT&T, Ford, McDonald’s, Nike, Adidas и Apple разместить рекламу на сайте журнала.
В 2011 Complex приобрёл Pigeons and Planes — блог о рэпе и инди-музыке.
В 2012 Complex запустил юмористический сайт о мужской одежде под названием Four Pins.
В 2013 Complex запустил сайт, посвящённый танцевальной музыке, Do Androids Dance, купил сайт о сникер-культуре Sole Collector и запустил веб-сайт развлечений «Green Label» в партнёрстве с Mountain Dew.
В 2014 журнал совместно с Bacardi открыл сайт с NBA тематикой, названным «Triangle Offense».
Согласно ComScore, в августе 2014 Complex занял третью строчку в рейтинге самых посещаемых сайтов среди посетителей в возрасте от 18 до 34 лет.
В январе 2015 Complex объявили о приобретении Collider — онлайн-портала о кино, телевидении, сенсационных новостях и неминуемых тенденциях.

### Финансирование
В 2009 Complex получил 12,8 миллионов долларов от венчурных компаний Accel Partners и Austin Ventures.
В сентябре 2013 в Complex поступило около 25 миллионов долларов от Iconix Brand Group.

## В культуре

### Фото Ким Кардашьян
В 2009 году Complex по ошибке разместил необработанные фотографии Ким Кардашьян для весеннего номера апрель/май. Чуть позже, осознав ошибку, журнал поменял необработанные фотографии на новые, обработанные, однако читатели успели скачать и распространить оригинальные фотографии в Интернете. Ким разместила запись в своём блоге, заявив, что она не стесняется, что на её теле присутствует немного целлюлита. Затем она сообщила, что гордится своим телом, добавив необработанные фотографии с места съёмок на свой веб-сайт.

### Раскрытие местонахождения Эрла Свэтшота
В 2011 участник коллектива Odd Future Эрл Свэтшот прекратил выпускать музыку и по неизвестной причине не появлялся на концертах группы. Его местонахождение долгое время являлось предметом дискуссий и расследований различных новостных изданий, однако Complex первыми выяснили реальное местонахождение Эрла — Самоа. В Самоа Эрл пребывал в оздоровительном комплексе Coral Reef Academy. В 2012 Эрл вернулся в США.

### Угрозы от рэпера Wale
11 декабря 2013 одному из редакторов Complex поступил телефонный звонок от рэпера Wale, который спросил, почему журнал не включил его альбом The Gifted в список пятидесяти лучших альбомов 2013 года. Позже разговор был выложен на официальный сайт Complex. Затем Wale начал угрожать сотрудникам журнала, заявив: «Немедленно нанимайте охрану». Согласно журналу, они пытались организовать встречу с рэпером, но тот отшутился юмористическим постом в Инстаграме.